# 节根黄精
节根黄精（学名：Polygonatum nodosum）是百合科黄精属的植物，是中国的特有植物。分布于中国大陆的云南、甘肃、四川、湖北等地，生长于海拔1,700米至2,000米的地区，常生于林下、沟谷阴湿地和石岩上，目前尚未由人工引种栽培。